# 雷門 (台東區)
雷門（日语：／ Kaminarimon */?）是東京都台東區的地名。現行行政地名為雷門一丁目與雷門二丁目。2013年8月1日為止的人口有2,803人。郵遞區號111-0034。

## 地理
位於台東區東部，屬淺草地域。東部與墨田區吾妻橋之間以隅田川為界，南部與台東區駒形、壽之間以淺草通為界，西部與台東區西淺草之間以國際通為界，北部與台東區淺草、花川戶之間以雷門通為界。町內南北向道路有雷門仲通、並木通、江戶通。作為淺草繁華街的一部分，町內多高層建築與商業設施。淺草寺的雷門是在雷門通對面的台東區淺草。淺草寺前人潮擁擠，假日觀光客大量湧入。

## 歷史
1934年（昭和9年），淺草材木町、淺草茶屋町、淺草並木町、淺草東仲町、淺草西仲町、淺草駒形町、淺草三間町併合併為雷門一丁目，淺草公園地2區、3區、花川戶町各一部分合併為雷門2丁目。1965年（昭和40年）實施新住居表示，雷門二編入淺草一丁目，其餘與淺草田原町一～三丁目合併為現行的雷門。

### 地名由來
來自淺草寺的雷門。

## 交通
町域東部吾妻橋交差點下有地下鐵銀座線淺草站。此外，町域東南端的駒形橋西詰交差點下有都營淺草線淺草站。西方有地下鐵銀座線田原町站，北方的花川戶有東武伊勢崎線淺草站。另外還可利用淺草發車的巴士路線。雷門的交差點前有座可容納200台車輛的雷門地下停車場（地下3層）。

## 設施
- 台東區立田原小學校
- 東京都台東都稅事務所
- 台東區立淺草文化觀光中心
- 淺草寺駒形堂

## 備註
1. ↑  住民基本台帳による町丁名別世帯人口数 平成２５年８月１日現在[]